# Maurice Krishaber
Dans le nom hongrois Krishaber Mór, le nom de famille précède le prénom, mais cet article utilise l’ordre habituel en français Mór Krishaber, où le prénom précède le nom.
Maurice Krishaber, né Krishaber Mór à Feketehegy (Hongrie, aujourd'hui en Serbie) le 3 avril 1836 et mort à Mulhouse le 10 avril 1883, est un médecin otorhinolaryngologiste hongrois.

## Biographie
Né en Hongrie, il fait ses études de médecine à Vienne et Prague puis les termine à Paris y soutenant le 31 août 1864 une thèse intitulée : Considérations sur l'historique et le développement de l'encéphale. Le 9 avril 1872 il est naturalisé français,.
Il perfectionne la  canule de trachéotomie qui porte son nom.
Il donne son  nom à la maladie de Krishaber caractérisée par l'association tachycardie, vertige et insomnie, connue aussi sous le nom de « névropathie cérébro-cardiaque » et classifiée par Freud comme une « névrose obsessionnelle ».
Ses travaux ont pour principal objet la laryngologie. Il fonde avec Ladreit de Lacharrière et Émile Isambert (d), les Annales des maladies de l'oreille et du larynx.
Il obtient le prix Montyon de médecine et chirurgie en 1882. Il meurt à Paris le 10 avril 1883,

## Travaux
- Dans le Dictionnaire des Sciences médicales :
  - Maladies du larynx (1868)
  - Maladies des chanteurs (1873)
- Rhinoscopie (1875)
- Laryngopathologie pendant les premières phases de la syphilis (1876)
- De la névropathie cérébro-cardiaque (1873)
- Le cancer du larynx (1880)

## Distinction
- Chevalier de la Légion d'honneur par décret du 30 juillet 1878[14].

## Résidence
Il habitait 6, rue du Mont-Thabor à Paris.

## Livres
Dr. M. Krishaber " De la névropathie cérébro-cardiaque ", G. Masson Éditeur, Paris, 1873